# Saurothera
Genre
Synonymes
- Coccyzus Vieillot, 1816

Le genre Saurothera comprenait quatre espèces de taccos, oiseaux de la  famille des Cuculidae, qui depuis 2006 sont classées dans le genre Coccyzus. Elles sont endémiques des Grandes Antilles.

## Liste des espèces
Selon ITIS:
- Saurothera longirostris (Hermann, 1783) —  voir Coccyzus longirostris — Tacco dʼHispaniola
- Saurothera merlini Orbigny, 1839 —  voir Coccyzus merlini — Tacco de Cuba
- Saurothera vetula (Linnaeus, 1758) —  voir Coccyzus vetula — Tacco de la Jamaïque
- Saurothera vieilloti Bonaparte, 1850 —  voir Coccyzus vieilloti — Tacco de Porto Rico